# Oedemerinae
Oedemerinae — подсемейство жуков из семейства узконадкрылок.

## Список родов
В составе подсемейства:
- триба: Asclerini

- род: Alloxantha
- род: Ascleropsis Seidlitz
- род: Chitona
- род: Ditylomorphula
- род: Eobia Semenov, 1894
- род: Ischnomera Stephens, 1832
- род: Nacerdochroa Reitter, 1893
- род: Nacerdochroides Švihla, 1986
- род: Probosca W. Schmidt, 1846
- род: Xanthochroina

- триба: Oedemerini

- род: Oedemera Olivier, 1789
- род: Oncomera Stephens, 1829

- триба: Stenostomatini

- род: Stenostoma Latreille, 1810